# دودیسی جنسی در پستانداران ناانسان

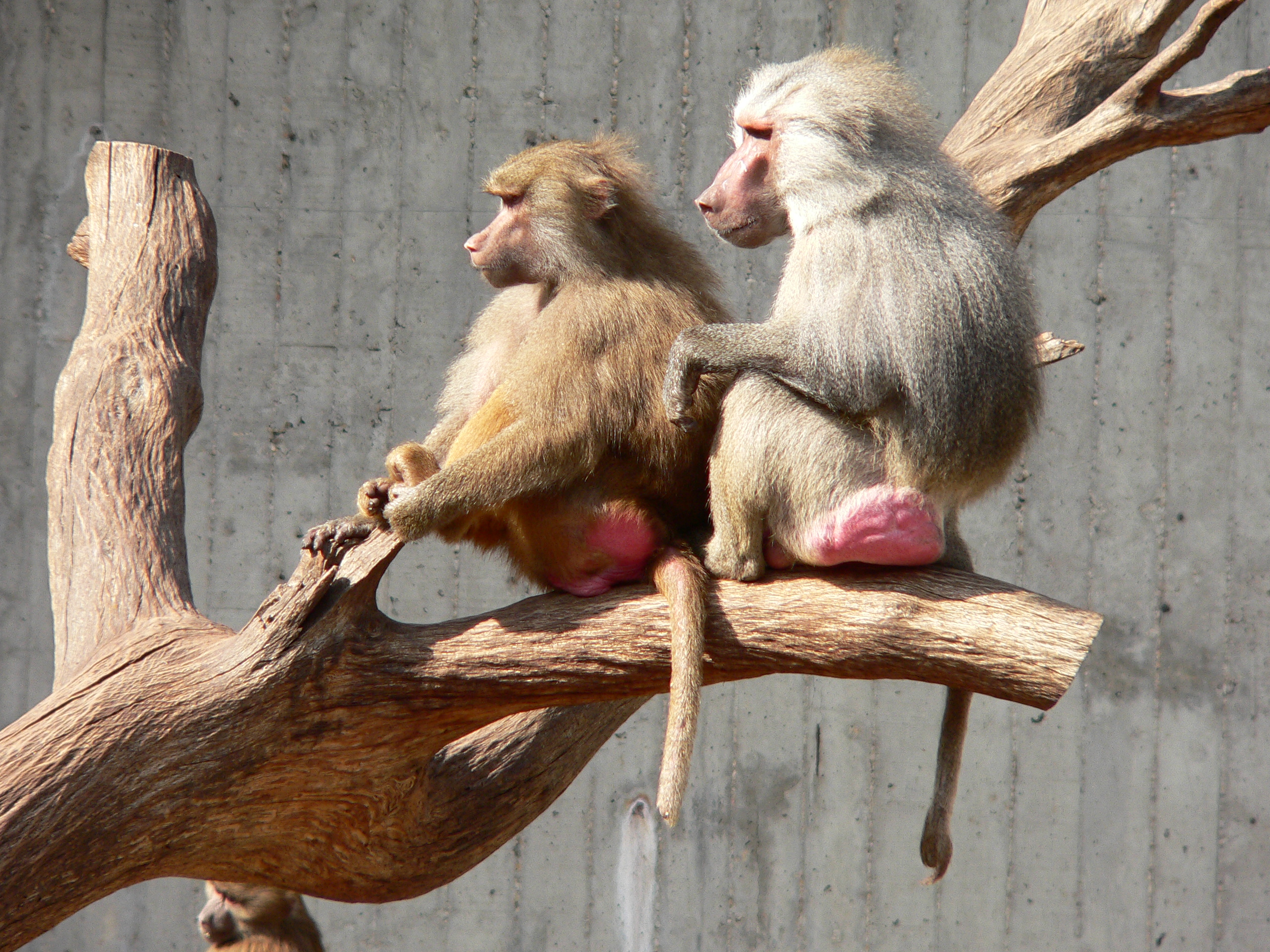
بابون مقدس ماده (چپ) و نر (راست)

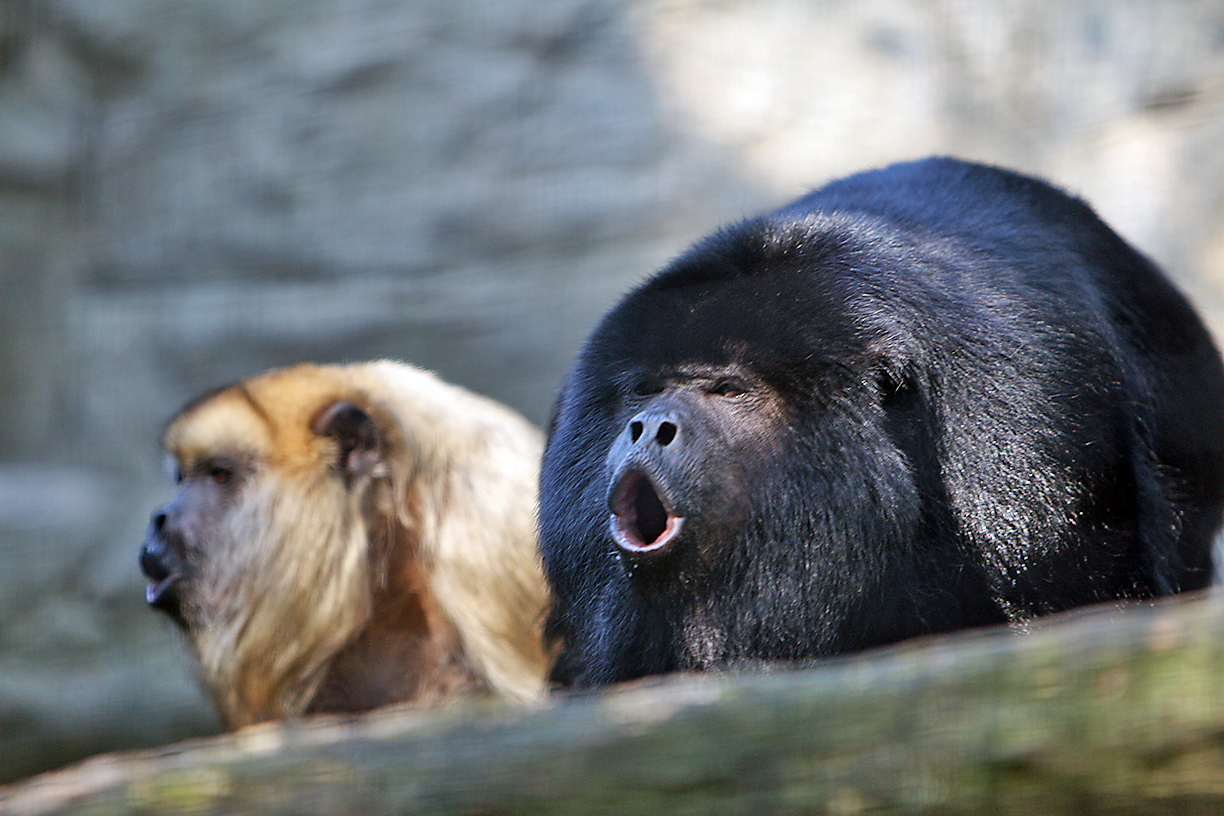
میمون جیغ‌کش سیاه ماده (چپ) و نر (راست)

دودیسی جنسی تفاوت‌های ریخت‌شناسی، فیزیولوژیک و رفتاری بین نر و ماده یک گونه را توصیف می‌کند. بیشتر پستانداران از نظر ویژگی‌های زیست‌شناسی مختلف، مانند اندازه بدن، اندازه دندان نیش، ساختار جمجمه‌ای، ابعاد استخوان‌ها، رنگ و نشانه‌های پوشش و آواسازی، از نظر جنسی دو شکل دارند. با این حال، چنین تفاوت‌های جنسی در درجه نخست به پستانداران انسان‌نما محدود می‌شود. بیشتر خیس‌بینیان (لمورها و چشم‌گردها) و شبگردان هندی تک‌دیسی هستند.
دودیسی جنسی می‌تواند خود را به شکل‌های مختلف نشان دهد. در پستانداران نر و ماده تفاوت فیزیکی آشکاری مانند اندازه بدن یا اندازه سگ وجود دارد. دودیسی را می‌توان در ویژگی‌های استخوانی مانند شکل لگن یا استحکام استخوان‌بندی نیز دید. دو سیستم جفت‌گیری در گزینش جنسی نخستی‌ها وجود دارد.

## انواع
- اندازه بدن
- اندازه دندان
- ساختار جمجمه و چهره
- ساختار استخوانی
- رنگ پوشش بدن و نشانه‌ها
- دودیسی جنسی موقت
- آواسازی